# Spoorlijn Baden - Aarau
De spoorlijn Baden - Aarau is een Zwitserse spoorlijn tussen Baden en Aarau in het kanton Aargau.

## Geschiedenis
In de 19e eeuw liet de Zwitserse staat de bouw en concessieverlening van spoorwegen over aan de kantons. Voor de verbinding tussen Zürich en Bazel werden twee trajecten ontworpen. De eerste variant liep over de Bötzberg (variant Aargau) lopen en de andere variant over Waldshut langs de Rijn bij Duitsland (variant Zürich). Vanaf het spoorwegknooppunt Olten zouden spoorlijnen naar Bazel, Zürich, Luzern, Bern en Biel gaan lopen. Omstreeks het jaar 1850 werd de deskundigheid ingeroepen van de Engelse spoorwegingenieurs Robert Stephenson en Henry Swinburne. Door financiële problemen bij de Spanisch Brötli Bahn werden diverse varianten werden niet uitgevoerd. Het traject Baden-Aarau werd uiteindelijk door de Schweizerische Nordostbahn op 30 september 1856 geopend.

## Aansluitingen
In de volgende plaatsen was of is er een aansluiting van de volgende spoorweglijnen:

### Aarau
- Olten - Aarau, spoorlijn tussen Olten en Aarau
- Heitersberglinie spoorlijn tussen Killwangen en Aarau
- Aarau-Schöftland-Bahn spoorlijn tussen Aarau en Schöftland
- Wynentalbahn spoorlijn tussen Arrau en Menziken

### Rupperswil
- Aargauische Südbahn spoorlijn tussen Brugg AG en Rotkreuz
- Heitersberglinie spoorlijn tussen Killwangen en Aarau

### Brugg AG
- Aargauische Südbahn spoorlijn tussen Brugg AG en Rotkreuz
- Bözberglinie spoorlijn tussen Bazel en Zürich

### Baden
- Bözberglinie spoorlijn tueen Bazel en Zürich

## Elektrische tractie
Het traject werd door Schweizerische Bundesbahnen op 21 januari 1925 geëlektrificeerd met een spanning van 15.000 volt 16 2/3 Hz wisselstroom.